# Offshorebauwerk

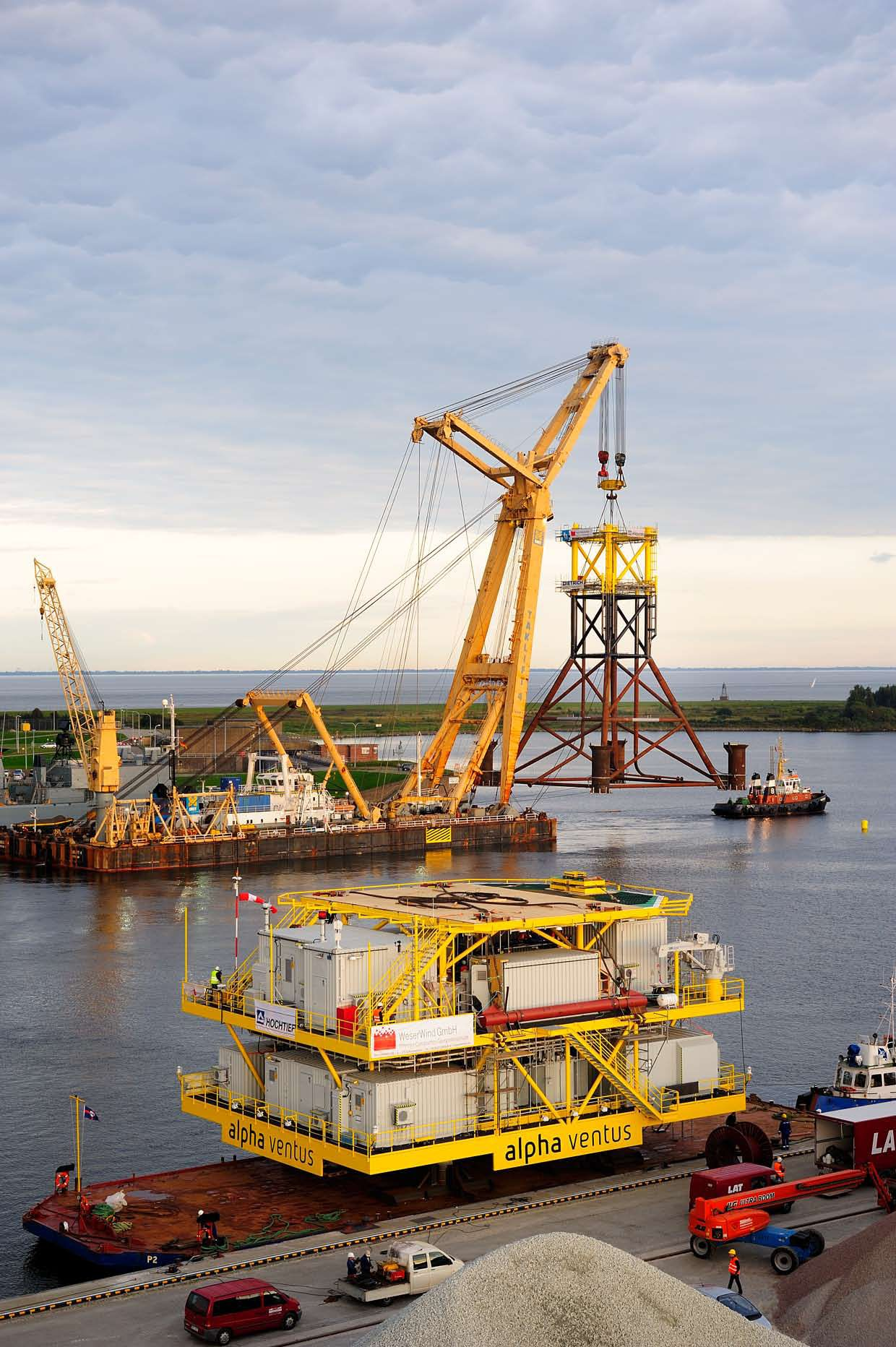
Das Stützgerüst (Jacket) der Umspannplattform für den ersten deutschen Offshore-Windpark „alpha ventus“ am Kran hängend, im Vordergrund das Umspannwerk selbst

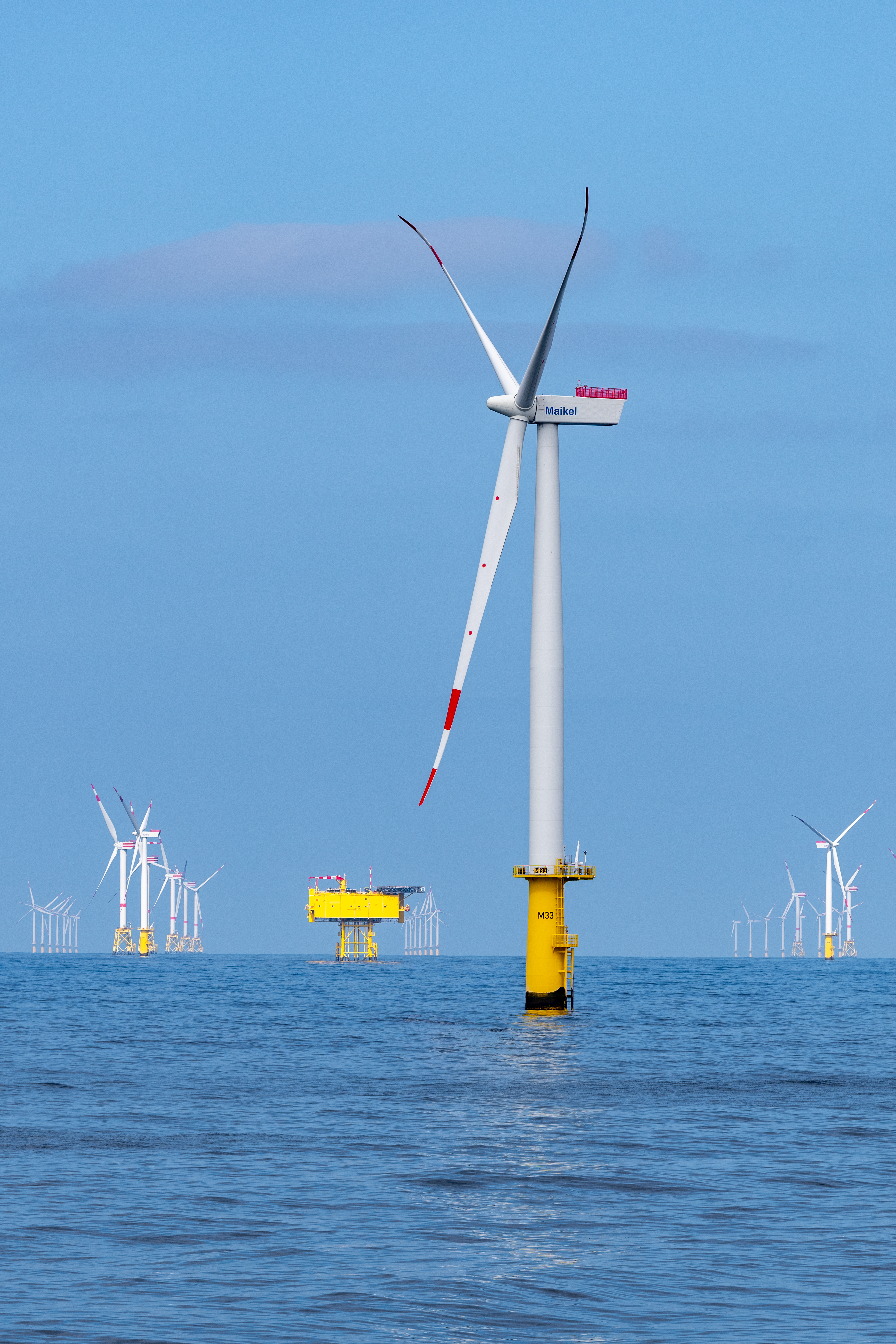
Offshore-Windpark Meerwind

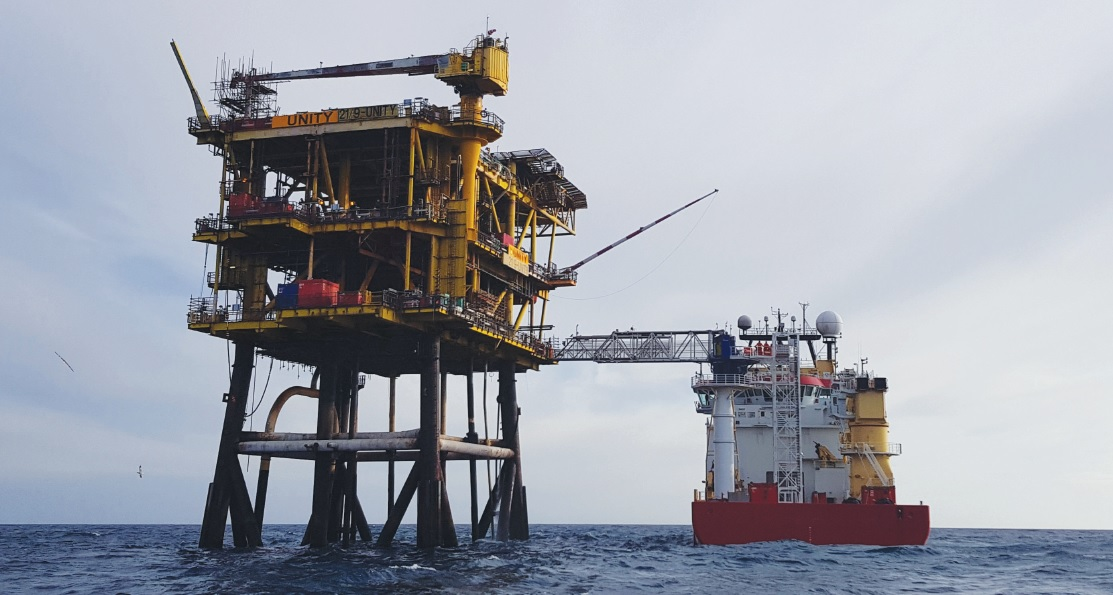
Versorger Polar Queen an der Plattform Forties Unity

Als Offshorebauwerk werden feststehende Bauwerke bezeichnet, die in der offenen See vor der Küste (englisch offshore) errichtet wurden. Hierzu gehören beispielsweise Bohrinseln, Förderplattformen, Windkraftanlagen, Umspann- und Forschungsplattformen, aber auch Pipelines.

## Beschreibung
Ab welcher Entfernung zur Küste etwas in der offenen See und damit offshore liegt, ist hierbei nicht exakt definiert. Als eine sinnvolle Definition der Küste kann die maximale Ausdehnung des Küstenmeeres nach dem Seerechtsübereinkommen herangezogen werden. Dem zufolge handelt es sich dann um ein Offshorebauwerk, wenn dieses mehr als zwölf Seemeilen (ca. 22,2 km) von der Küstenlinie entfernt ist. Das deutsche Recht und seine Umweltvorschriften begünstigen Standorte in der Ausschließlichen Wirtschaftszone. Deshalb erfüllen viele der dort abseits des Landes gebauten Anlagen diese Definition. Für den Spezialfall von Windkraftanlagen in Deutschland sind allerdings auch andere Definitionen zu finden, so etwa von drei Seemeilen (ca. 5,6 km) anhand des Erneuerbare-Energien-Gesetzes. Gelegentlich wird die Zone zwischen Land und Offshorebereich dabei als „nearshore“ bezeichnet.
Das Pionierbauwerk dieser Art war der Leuchtturm Roter Sand in der Deutschen Bucht.

## Umweltbeeinflussungen
Wie bei allen größeren Bauvorhaben wurde befürchtet, dass Offshore-Bauwerke einen enormen Einfluss auf die Umwelt haben können. Bedenken gibt es unter anderen, dass Offshore-Windparks störend auf rastende, nahrungssuchende und überwinternde Meeresvögel wirken können. Auch können Verluste durch Vogelschlag auftreten. Zudem kann es durch Elektrokabel zwischen den Anlagen und dem Land zur Bildung von künstlichen magnetischen und elektrischen Feldern kommen, wodurch es zu einer Störung der Orientierung bei Fischen kommen kann. Neuere Studien ergeben allerdings, dass es innerhalb der Windparks zur Erholung von Fischbeständen kommt und die Gründung der Anlagen zur Wiederansiedlung von Meerestieren förderlich ist. Negative Auswirkungen beschränken sich auf die Bauphase. Hierbei mieden einige auf Sicht jagende Vogelarten den Windpark, während andere Vögel sich durch die Anlagen nicht gestört fühlten.

## Gründung
Für die sichere Errichtung von Offshorebauwerken sind spezielle Gründungsformen notwendig. Mit Bohrinseln schon über längere Zeit erprobt sind Fachwerkkonstruktionen, die auf den Meeresboden gestellt werden (Jackets). Aktuelle Entwicklungen setzen entweder ebenfalls auf Konstruktionen, die auf dem Meeresboden stehen (Tripods, Schwergewichtsgründungen, Bucket-Fundamente) oder bedienen sich der Tragfähigkeit von Pfählen, die in den Meeresboden gerammt werden (Monopiles, Tripile-Gründungen).
Für Windkraftanlagen werden auch schwimmende Offshore-Fundamente (SOF) mit großen Auftriebskörpern erprobt, die mit Seilen an einem Schwergewichtsanker am Meeresboden befestigt werden. Der Vorteil ist eine weitere Kosteneinsparung im Vergleich zu den Anlagen mit festen Fundamenten, da die Windenergieanlagen bereits im Hafen auf die SOF montiert werden können und keine Errichterschiffe zum Aufbau mehr benötigt werden. Auch lassen sich die Anlagen nach der Nutzung einfacher zurückbauen.

## Topside
Auf die Gründungsstruktur einer Offshore-Plattform wird das sog. Topside, die Arbeitsplattform installiert. Hier finden sich die Nutzräume mit der Anlagentechnik, bei der Öl- und Gasbranche z. B. die Bohranlagen, Verfahrenstechnik zum Aufbereiten von Öl und Gas, die Energieversorgung der Plattform und vieles mehr. Bei Umspannplattformen sind es Transformatoren, Schaltanlagen, ggf. HGÜ-Leistungselektronik, Nebenaggregate samt Notstromversorgung. Zusätzlich ist je nach Automatisierungsgrad auch ein Hotelleriekomplex vorhanden, in dem Unterkünfte, die Kantine und Freizeitangebote zusammengefasst werden.
Topside und Unterstruktur werden unabhängig voneinander gefertigt, und meist am finalen Standort miteinander verbunden, nachdem z. B. ein Jacket-Fundament zum Einsatzort geschleppt und dort aufgerichtet wurde. Mit Schwerlastkränen werden die Topside-Module entweder einzeln oder als Ganzes auf die Gründung gehoben und dauerhaft verbunden. Alternativ bietet es sich bei senkrecht schwimmfähigen Condeep- oder TLP-Konstruktionen das Aufsetzen des Topsides in einer geschützten Meeresbucht (Fjord) an, um schlechtes Wetter und hohen Wellengang auf offener See bei dieser diffizilen Operation zu umgehen.